# 36e gala des prix Félix
Le 36e gala des prix Félix, organisé par l'Association québécoise de l'industrie du disque, du spectacle et de la vidéo, s'est déroulé le 26 octobre 2014 et a récompensé les artistes québécois de la chanson. Il était animé par Louis-José Houde.

## Album de l'année – Adulte contemporain
- Finalistes : L'été des orages (Valérie Carpentier), Serge Fiori (Serge Fiori), Les callas (Pierre Lapointe), Feutres et pastels (Lynda Lemay), Aimer les monstres (Émile Proulx-Cloutier)
- Lauréat : Serge Fiori (Serge Fiori)

## Album de l'année – Pop
- Finalistes : Fancy Ghetto (Alexandre Désilets), Sally Folk (Sally Folk), Pleurer pour rire (Kaïn), Himalaya mon amour (Alex Nevsky), Fabrique l'aube (Vincent Vallières)
- Lauréat : Himalaya mon amour (Alex Nevsky)

## Album de l'année – Rock
- Finalistes :Tant qu'il y aura du rhum (Bodh'aktan), Gazoline (Gazoline), Jour de nuit (Éric Lapointe), Cri primal (Mordicus), Vie de velours (Panache)
- Lauréat : Jour de nuit (Éric Lapointe)

## Album ou DVD de l'année – Humour
- Finalistes :Philippe Bond (Philippe Bond), Le show caché (Louis-José Houde), Chantent les chansons de la sixième saison (les Appendices), L'Album du peuple tome 9 (François Pérusse), Mike Ward s'expose (Mike Ward)
- Lauréat : Le show caché (Louis-José Houde)

## Album de l'année – Folk
- Finalistes :Je poursuis ma route (Wilfred LeBouthillier), Mon Homesick Heart (les Hay Babies), Le feu de chaque jour (Patrice Michaud), Ornithologie la nuit (Philippe B), Roi de rien (Michel Rivard)
- Lauréat : Le feu de chaque jour (Patrice Michaud)

## Album de l'année – Country
- Lauréat : Je reviens de très loin (Georges Hamel)

## Album de l'année – Meilleur vendeur
- Finalistes : L'été des orages (Valérie Carpentier), Serge Fiori (Serge Fiori), Jour de nuit (Éric Lapointe), Noël à deux (Marie-Ève Janvier et Jean-François Breau), L'album du peuple tome 9 (François Pérusse)
- Lauréat : Serge Fiori (Serge Fiori)

## Album de l'année – Bande sonore originale
- Finalistes:  Le Chant de Sainte Carmen de la Main (Artistes variés), Child of Light (Cœur de pirate), Lac Mystère (Michel Corriveau), Louis Cyr : L'Homme le plus fort du monde (Jorane), Tu m'aimes-tu ? (FM Le Sieur).
- Lauréat: Le Chant de Sainte Carmen de la Main (Artistes variés)

## Auteur ou compositeur de l'année
- Finalistes : Jimmy Hunt, David Marin, Klô Pelgag, Philippe B, Émile Proulx-Cloutier
- Lauréat : Philippe B

## Chanson de l'année
- Finalistes : Emmène-moi (Marie-Pierre Arthur), Sans regret (Brigitte Boisjoli), Le rendez-vous (Valérie Carpentier), Tout le monde en même temps (Louis-Jean Cormier), Comme on attend le printemps (Jérôme Couture), Mappemonde (les sœurs Boulay), Les amoureux qui s'aiment (les Trois Accords), On leur a fait croire (Alex Nevsky), Marie-Jo (Karim Ouellet), L'amour c'est pour les peureux (Vincent Vallières)
- Lauréat : On leur a fait croire (Alex Nevsky)

## Groupe de l'année
- Finalistes : Kaïn, les sœurs Boulay, les Trois Accords, Marie-Ève Janvier et Jean-François Breau, Radio Radio
- Lauréates : Les sœurs Boulay

## Interprète féminine de l'année
- Finalistes : Brigitte Boisjoli, Isabelle Boulay, Cœur de pirate, Lisa LeBlanc, Marie-Mai
- Lauréate : Marie-Mai

## Interprète masculin de l'année
- Finalistes : Daniel Bélanger, Serge Fiori, Éric Lapointe, Alex Nevsky, Vincent Vallières
- Lauréat : Alex Nevsky

## Révélation de l'année
- Finalistes : Valérie Carpentier, Sally Folk, les Hay Babies, Klô Pelgag, Émile Proulx-Cloutier
- Lauréat : Klô Pelgag

## Artiste de la francophonie s'étant le plus illustré au Québec
- Finalistes : Zachary Richard, Hélène Ségara, Stromae, Zag
- Lauréat : Stromae

## Artiste québécois de l'année s'étant le plus illustré hors Québec
- Finalistes : Arcade Fire, Céline Dion, Half Moon Run, Pierre Lapointe, Lisa LeBlanc, Karim Ouellet
- Lauréat : Arcade Fire

## Spectacle de l'année – Auteur-compositeur-interprète
- Finalistes : Chic de Ville (Daniel Bélanger), Punkt (Pierre Lapointe), Le poids des confettis (les sœurs Boulay, Roi de rien (Michel Rivard, Fabriquer l'aube (Vincent Vallières)
- Lauréat : Punkt (Pierre Lapointe).

## Spectacle de l'année – Interprète
- Finalistes : Le Chant de Sainte Carmen de la Main (Artistes variés), Hommage à Jacques Brel (Artistes variés), Chants libres (Isabelle Boulay), Noël à deux (Marie-Ève Janvier et Jean-François Breau), Tout en douceur (Nicole Martin)
- Lauréat : Le Chant de Sainte Carmen de la Main (Artistes variés)

## Spectacle de l'année – Humour
- Finalistes : Badouri rechargé (Rachid Badouri), François Bellefeuille (François Bellefeuille), Luc Langevin réellement sur scène (Luc Langevin, Plus gros que nature (P-A Méthot), Être (André Sauvé)
- Lauréat : Être (André Sauvé)

## Vidéoclip de l'année
- Finalistes : Je t'aime comme tu es (Daniel Bélanger), Bull's eye (Louis-Jean Cormier), Le monde est virtuel (Serge Fiori), L'étrange route des amoureux (Pierre Lapointe), Je me souviens (Manu Militari), Calorifère (Philippe B)
- Lauréat : Bull's eye (Louis-Jean Cormier)

## Félix honorifique
- Michel Louvain